# Lucius Augustius Iustus
Lucius Augustius Iustus war ein im 2. und 3. Jahrhundert n. Chr. lebender Angehöriger der römischen Armee.
Durch eine Weihinschrift, die bei Heddernheim gefunden wurde und die auf 201/230 datiert wird, ist belegt, dass Iustus Centurio der Cohors II Raetorum war.
Er ist möglicherweise mit dem Augustius Iustus identisch, der der Göttin Virodactis eine Weihinschrift widmete, die in Mogontiacum (Mainz) gefunden wurde und die auf 131/200 datiert wird. Iustus war daher vielleicht vor seiner Beförderung zum Centurio ein Angehöriger der Legio XXII Primigenia gewesen, die in Mogontiacum ihr Hauptlager hatte.